# Famille d'Aquino
Pour les articles homonymes, voir d'Aquin.
La famille d'Aquino, francisé en d'Aquin, fut l'une des plus importantes maisons nobles du royaume de Sicile puis du royaume de Naples. Elle faisait partie des Sept sérénissimes grandes maisons du royaume de Naples.
Il existe également d'autres familles du nom de d'Aquino, venant d'Italie, qui sont d'origine roturière, qui comme beaucoup de familles italiennes parties de leur pays ont repris le nom de leur ville d'origine. Toutefois l'origine géographique de ces familles reste incertaine.

## Histoire
D'origine lombarde et installée dans le nord de la Campanie dès le IXe siècle, elle fut particulièrement puissante au Moyen Âge lorsqu'elle tenait les marches (c'est-à-dire les frontières) entre le royaume de Sicile puis de Naples et les États du pape. Son membre le plus illustre est Thomas d'Aquin, philosophe théologien, saint catholique et docteur de l'Église, considéré comme le plus influent penseur médiéval d'Occident. Son oncle, Thomas d'Aquin, comte d'Acerra, est connu comme un fidèle lieutenant de Frédéric II de Hohenstaufen, justicier d'Apulie et de la terre de Labour, capitaine général de Sicile.
La branche principale de famille s'éteignit à la fin du XVe siècle avec Antonella d'Aquino et ses titres passèrent dans la famille d'Avalos, depuis connue sous le nom de D'Avalos d'Aquino. Une autre branche importante survécut jusqu'à la fin du XVIIIe siècle, celles des barons puis princes de Castiglione, qui obtint de nombreux titres et charges sous les Habsbourg puis les Bourbons à Naples. Une branche mineure, celle des patriciens de Tropea, barons de Messinara e Pluteo, survécut, elle, jusqu'au milieu du XXe siècle en Calabre. Une autre branche mineure ayant fait souche en Calabre, celle des patriciens de Cosenza et seigneurs de Venere, s'éteignit au XIXe siècle.
Enfin, une autre famille d'Aquino, originaire de Tarente dans les Pouilles, devint l'une des plus puissantes et riches familles aristocratiques napolitaines à partir du XVIIe siècle grâce à l'achat et à la revente du blé mais elle n'est pas liée à la famille d'Aquino de saint Thomas. Il s'agit en fait d'une famille anoblie au XVIe siècle et qui décida d'utiliser les mêmes armoiries que la famille d'Aquino. Ses membres devinrent princes de Caramanico et occupèrent des fonctions politiques importantes au XVIIIe siècle auprès de la cour napolitaine.
Parmi les nombreux titres obtenus par la famille d'Aquino dans les royaumes de Sicile  et de Naples figurent ceux de prince de Castiglione, prince de San Mango, prince de Feroleto, prince de Pietralcina, prince du Saint-Empire, duc de Gaète, duc de Nicastro, duc de Bisceglie, duc de Casola, marquis de Pescara, comte d'Aquino, comte d'Acerra, comte de Loreto, comte de Monteodorisio, comte de Belcastro, comte de Corato, comte de Martorano. Les d'Aquino furent grands d'Espagne.

## Armoiries

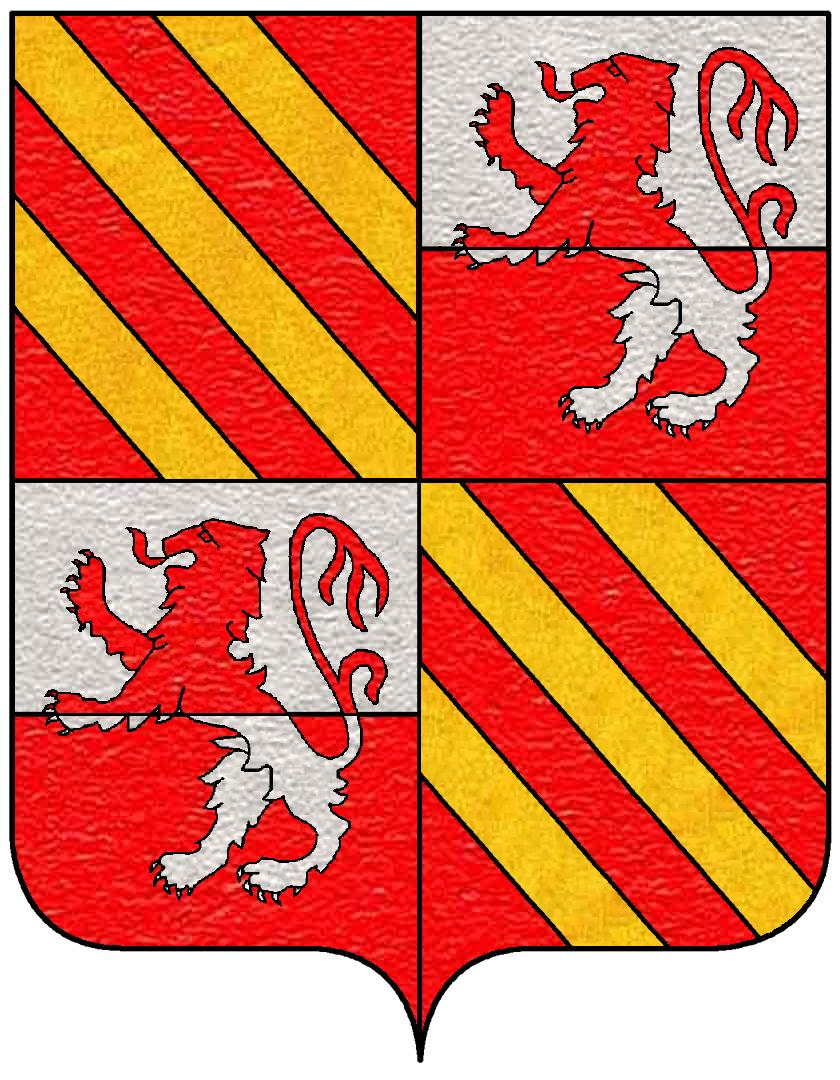
Armes de la famille d'Aquino